# Sericia retrahens
Sericia retrahens är en fjärilsart som beskrevs av Walker 1858. Sericia retrahens ingår i släktet Sericia och familjen nattflyn. Inga underarter finns listade i Catalogue of Life.